# Argia pocomana
Argia pocomana е вид водно конче от семейство Coenagrionidae. Видът не е застрашен от изчезване.

## Разпространение
Разпространен е в Гватемала, Колумбия, Коста Рика, Мексико (Морелос и Чиапас), Салвадор и Хондурас.